# Walther Asal
Walther Asal (* 14. Juni 1891 in Bruchsal; † 21. April 1987 in Birkenfeld) war ein deutscher Generalstabsarzt und Chirurg.

## Leben
Asal war ab dem 21. Oktober 1909 Angehöriger der Kaiser-Wilhelms-Akademie für das militärärztliche Bildungswesen. Zugleich leistete er seinen Dienst als Einjährig-Freiwilliger im 2. Garde-Regiment zu Fuß der Preußischen Armee ab. Er wurde Mitglied des Pépinière-Corps Suevo-Borussia. Mit Beginn des Ersten Weltkriegs zum Unterarzt befördert, war er bis Dezember 1918 Bataillons- und Regimentsarzt im 9. Badischen Infanterie-Regiment Nr. 170 und wurde zeitweise auch als Adjutant beim Divisionsarzt der 52. Infanterie-Division eingesetzt. Seine Leistungen wurden durch die Verleihung beider Klassen des Eisernen Kreuzes sowie des Ritterkreuzes II. Klasse des Ordens vom Zähringer Löwen mit Schwertern gewürdigt.
1919 wurde er von der Friedrich-Wilhelms-Universität zu Berlin zum Dr. med. promoviert. Er war zunächst an der I. Medizinischen Klinik der Charité tätig. In die Reichswehr übernommen und erst 1920 zum Stabsarzt befördert, diente er als Bataillonsarzt im 5. Artillerie-Regiment. Zwischen Oktober 1919 und Oktober 1922 war er zeitweise in der chirurgisch-gynäkologischen Klinik Elisabethenhaus in Ulm tätig. Von 1922 bis 1925 war er bei Eugen Enderlen in der Heidelberger Chirurgie, danach an der Württembergischen Landeshebammenschule und Frauenklinik in Stuttgart tätig. Für kürzere Fortbildungen war er am Röntgeninstitut der Siemens-Werke in Berlin-Siemensstadt, bei Richard Werner in der Heidelberger Strahlentherapie, bei Georg Magnus am Unfallkrankenhaus Bergmannsheil in Bochum, bei dem Urologen Alexander von Lichtenberg am St. Hedwig-Krankenhaus in Berlin und bei dem Würzburger Neurochirurgen Wilhelm Tönnis.
Asal war von 1925 bis 1930 Chirurgiechef im Standortlazarett Ulm und anschließend bis 1936 im Standortlazarett Dresden. Nach zwölf Stabsarztjahren wurde er am 1. April 1932 in der Sanitätsstaffel Dresden in der Sanitäts-Abteilung 4 zum Oberstabsarzt, 1935 zum Oberfeldarzt und am 1. Oktober 1937 zum Oberstarzt befördert. Nach zwei Jahren als Standortarzt in Dresden war er ab 1938 zwei Jahre Divisionsarzt bei der 4. Infanterie-Division und zugleich Kommandeur der Sanitäts-Abteilung 4. Am 11. März 1940 wurde er Korpsarzt des XI. Armeekorps. Er kam am 13. August 1941 als Panzergruppenarzt zur Panzerarmee Afrika und wurde am 1. Oktober 1941 zum Generalarzt befördert. Im Sommer 1942 schwer erkrankt, brauchte er zwei Jahre zur Genesung. Ab 12. September 1942 war er in der Führerreserve. Vom 1. August 1944 bis zum 1. März 1945 war er der dritte und letzte Kommandeur der (1934 neu begründeten) Militärmedizinischen Akademie. Seit dem 9. November 1944 Generalstabsarzt, war er ab 1. März 1945 sanitätsdienstlicher Chef beim Wehrmachtsstab Nord. In dieser Abwicklungsfunktion blieb er ab 22. Juli 1945 auch für die britische Militärregierung. Von 1946 bis 1947 war er in britischer Kriegsgefangenschaft. Nach der Entlassung war er von 1948 bis 1963 Chefarzt der Chirurgie und Ärztlicher Direktor vom Krankenhaus Siloah in Pforzheim.

## Publikationen
- Verwendung des Psikains in der Chirurgie und Urologie. Medizinische Klinik 1924.
- Kasuistik der Hautmyome. Deutsche Medizinische Wochenschrift 1925.
- Genese der traumatischen Hämatomyelie. Veröffentlichungen des Heeressanitätswesens 1930.
- Neuzeitliche Kriegschirurgie. Zentralblatt für Landärzte 1935.
- Meniskusverletzungen bei Soldaten. Veröffentlichungen des Heeressanitätswesens 1935.
- Überlastungsschäden am Knochensystem bei Soldaten. Archiv für klinische Chirurgie 186 (Kongressbericht 1936).
- Schleichende Frakturen. Veröffentlichungen des Heeressanitätswesens 1936.
- Kriegschirurgische Erfahrungen. Sonderauflage der Heeressanitätsinspektion 1944.